# Phasicnecus bicolor
Phasicnecus bicolor is een vlinder uit de familie van de Eupterotidae. De wetenschappelijke naam van de soort is voor het eerst geldig gepubliceerd in 1897 door Distant.